# SN 2006qq
SN 2006qq – supernowa typu IIn odkryta 30 listopada 2006 roku w galaktyce E553-G36. W momencie odkrycia miała maksymalną jasność 17,00m.